# Biatlon op de Olympische Winterspelen 2006 - Individueel mannen
De 20 kilometer individueel mannen tijdens de Olympische Winterspelen 2006 vond plaats op zaterdag 11 februari 2006.
De eerste medailles tijdens de Olympische Winterspelen 2006 werden verdiend op de 20 kilometer individueel in het biatlon. Om en om vertrokken de biatleten om te beginnen aan hun olympisch avontuur. Aanvankelijk ging de Duitser Ricco Groß het best van start. Hij miste in de eerste twee schietrondes geen enkele schijf en was tevens snel op de latten en nam daarmee de leiding in handen.
Titelverdediger en favoriet Ole Einar Bjørndalen miste zowel bij de eerste als bij de tweede schietbeurt zijn laatste schot en kwam daarmee op een flinke achterstand door. De foutloze Michael Greis, nam de leiding in handen en na verloop van tijd kwam plotseling uit het niets de Slowaak Marek Matiaško als derde door na de tweede schietbeurt. Nadat Gross in de fout was gegaan bij de derde ronde nam Matiaško de leiding zelfs in handen.
De andere favoriet Raphaël Poirée miste veel schijven in de schietrondes en was daarmee kansloos voor een topnotering. Ook Halvard Hanevold en Sergei Tchepikov die beiden laat gestart waren kwamen met goede tijden door en streden mee voor de medailles. De snelle langlaufer Bjørndalen bleef foutloos in de derde en vierde schietbeurt, terwijl Greis één fout maakte.
In de eindsprint wist Bjørndalen zijn achterstand terug te brengen tot 16 seconden, maar moest hij wel genoegen nemen met het zilver. Marek Matiaško leek de bronzen medaille te pakken, totdat de eindsprints ingezet door Sergei Tchepikov en Halvard Hanevold een snellere tijd opleverden. Hanevold wist de spannende strijd om het brons te winnen met slechts 0,8 seconden voorsprong.
| Titelverdediger | Ole Einar Bjørndalen | Noorwegen |
| --------------- | -------------------- | --------- |

## Uitslag
| Rang   | Naam                 | Land             | Tijd     |
| ------ | -------------------- | ---------------- | -------- |
| Goud   | Michael Greis        | Duitsland        | 54:23.0  |
| Zilver | Ole Einar Bjørndalen | Noorwegen        | + 16.0   |
| Brons  | Halvard Hanevold     | Noorwegen        | + 1:08.9 |
| 4      | Sergei Tchepikov     | Rusland          | + 1:09.7 |
| 5      | Marek Matiaško       | Slowakije        | + 1:25.6 |
| 6      | Julien Robert        | Frankrijk        | + 1:36.4 |
| 7      | Christian De Lorenzi | Italië           | + 1:41.0 |
| 8      | Ivan Tsjerezov       | Rusland          | + 1:42.7 |
| 9      | Wilfried Pallhuber   | Italië           | + 1:45.4 |
| 10     | Jay Hakkinen         | Verenigde Staten | + 1:47.9 |
| 11     | Ricco Groß           | Duitsland        | + 1:51.3 |
| 12     | Paavo Puurunen       | Finland          | + 2:15.9 |
| 13     | Pavel Rostovtsev     | Rusland          | + 2:24.2 |
| 14     | Kyoji Suga           | Japan            | + 2:34.7 |
| 15     | Frode Andresen       | Noorwegen        | + 2:47.2 |